# 考古学家列表
从19世纪到现在知名的考古学家如下。

## 亞洲

### 台灣
- 李濟
- 宋文薰
- 張光直
- 臧振華
- 潘常武
- 劉益昌

### 大陸
- 裴文中
- 梁思永
- 賈蘭坡
- 夏鼐
- 蘇秉琦
- 俞偉超
- 李仰松
- 衛聚賢
- 陳文華
- 石璋如
- 張忠培
- 高去尋
- 郭沫若
- 汪寧生
- 商承祚

### 日本
- 梅原末治
- 三上次男
- 杉原庄介

## 歐洲

### 英國
- 马尔克·奥莱尔·斯坦因
- 亚历山大·卡宁厄姆
- 奥斯丁·亨利·莱亚德
- 阿瑟·埃文斯
- 霍华德·卡特

### 法國
- 保罗·伯希和
- 尚·韋寇

### 德国
- 海因里希·施里曼

### 瑞典
- 约翰·贡纳尔·安特生
- 沃尔克·贝格曼

## 非洲
- 理查李基